# Lartigue (Gers)
Lartigue település Franciaországban, Gers megyében. Lakosainak száma 196 fő (2022. január 1.). Lartigue Castelnau-Barbarens, Faget-Abbatial, Haulies, Saramon, Sémézies-Cachan és Traversères községekkel határos.

## Népesség
A település népességének változása:
| Lakosok száma | 155  | 138  | 137  | 144  | 162  | 176  | 183  | 193  | 198  | 196  |
|               | 1968 | 1982 | 1990 | 2006 | 2013 | 2015 | 2017 | 2019 | 2020 | 2022 |